# Grand-Fort-Philippe

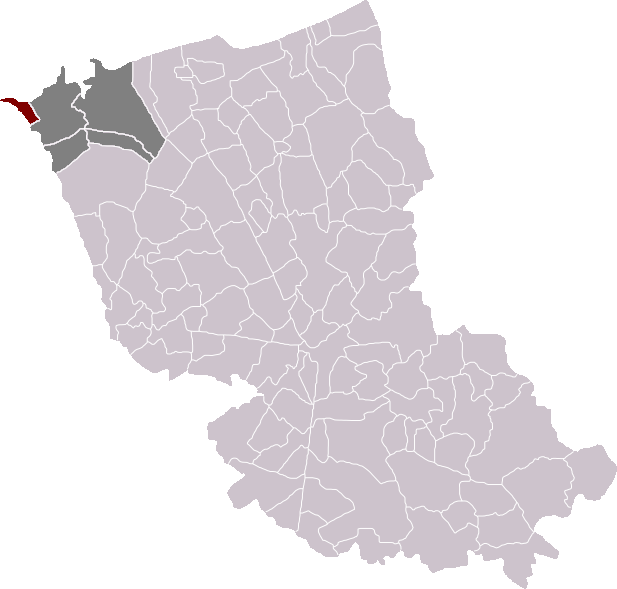
Localització de Grand-Fort-Philippe

Grand-Fort-Philippe (en neerlandès Groot-Fort-Filips) és un municipi francès, situat a la regió dels Alts de França, al departament del Nord, que forma part de la Westhoek. L'any 2006 tenia 5.582 habitants.

## Demografia
| Evolució de la població INSEE |      |      |      |      |      |      |      |      |
| 1793                          | 1800 | 1806 | 1821 | 1831 | 1836 | 1841 | 1846 | 1851 |
| -                             | -    | -    | -    | -    | -    | -    | -    | -    |

| 1856 | 1861 | 1866 | 1872 | 1876 | 1881 | 1886  | 1891  | 1896  |
| ---- | ---- | ---- | ---- | ---- | ---- | ----- | ----- | ----- |
| -    | -    | -    | -    | -    | -    | 2 641 | 2 842 | 3 029 |

| 1901  | 1906  | 1911  | 1921  | 1926  | 1931  | 1936  | 1946  | 1954  |
| ----- | ----- | ----- | ----- | ----- | ----- | ----- | ----- | ----- |
| 3 259 | 3 502 | 3 550 | 3 387 | 3 535 | 3 688 | 3 730 | 3 792 | 4 140 |

| 1962  | 1968  | 1975  | 1982  | 1990  | 1999  | 2006 | 2011 | 2016 |
| ----- | ----- | ----- | ----- | ----- | ----- | ---- | ---- | ---- |
| 4 662 | 4 712 | 5 880 | 6 611 | 6 477 | 6 078 | -    | -    | -    |

| 2019 | - | - | - | - | - | - | - | - |
| ---- | - | - | - | - | - | - | - | - |
| -    | - | - | - | - | - | - | - | - |

## Administració
| Període   | Identitat             | Partit |
| --------- | --------------------- | ------ |
| 1884-1892 | Eugène Carney         |        |
| 1892-1894 | Léon Corne            |        |
| 1894-1900 | Joseph Leprêtre       |        |
| 1900-1908 | Jules Merlin-Muchery  |        |
| 1908-1917 | Jules Merlin-Lavallée |        |
| 1917-1925 | Eugène Dumon          |        |
| 1925-1935 | Mary-Léon Marchal     |        |
| 1935-1941 | Jules Taleux          |        |
| 1941-1944 | Jules Merlin          |        |
| 1944-1965 | Henri Bodot           |        |
| 1965-1983 | Pierre Pleuvret       |        |
| 1983-2008 | Yves Leprêtre         | PS     |
| 2008--    | Joël Demazières       |        |